# Kąpity
Kąpity (deutsch Kompitten) ist ein Ort in der polnischen Woiwodschaft Ermland-Masuren und gehört zur Gmina Olsztynek (Stadt- und Landgemeinde Hohenstein i. Ostpr.) im Powiat Olsztyński (Kreis Allenstein).

## Geographische Lage
Kąpity am Westufer des Flüsschens Amling (polnisch Jemiołówka) liegt im südlichen Westen der Woiwodschaft Ermland-Masuren, 21 Kilometer südöstlich der einstigen Kreisstadt Osterode in Ostpreußen (polnisch Ostróda) bzw. 20 Kilometer südwestlich der heutigen Kreismetropole Olsztyn (deutsch Allenstein).

## Geschichte
Das 1410 erstmals erwähnte Kampithe, später Compitten genannte Dorf bestand lediglich aus ein paar kleinen Gehöften. Zwischen 1874 und 1945 war die Landgemeinde Kompitten in den Amtsbezirk Manchengut (polnisch Mańki) im Kreis Osterode in Ostpreußen eingegliedert.
Im Jahre 1910 waren in Kompitten 54 Einwohner gemeldet. Ihre Zahl belief sich 1933 auf 60 und 1939 auf 56. Die 56 Einwohner lebten 1939 in neun Haushalten. Von ihnen waren 50 in der Land- und Forstwirtschaft beschäftigt sowie vier im Bereich Industrie und Handwerk.
Mit dem gesamten südlichen Ostpreußen kam Kompitten 1945 in Kriegsfolge zu Polen und erhielt die polnische Namensform „Kąpity“. Der kleine Ort ist heute „cęść wsi Samagowo“ (ein „Ortsteil von Samagowo“), zu dessen Schulzenamt (polnisch Sołectwo) es auch gehört – im Verbund der Stadt- und Landgemeinde Olsztynek (Hohenstein i. Ostpr.) im Powiat Olsztyński (Kreis Allenstein), bis 1998 der Woiwodschaft Olsztyn, seither der Woiwodschaft Ermland-Masuren zugehörig.

## Kirche
Bis 1945 war Kompitten in die evangelische Kirchengemeinde Manchengut (polnisch Mańki) in der Kirchenprovinz Ostpreußen der Kirche der Altpreußischen Union, sowie in die römisch-katholische Pfarrei Hohenstein i. Ostpr. eingepfarrt.
Heute gehört Kąpitel katholischerseits zur Pfarrei der St.-Nikolaus-Kirche Mańki (Manchengut) im Erzbistum Ermland, evangelischerseits zur Kirchengemeinde Olsztynek, einer Filialgemeinde der Christus-Erlöser-Kirchengemeinde Olsztyn (Allenstein) in der Diözese Masuren der Evangelisch-Augsburgischen Kirche in Polen.

## Verkehr
Kąpity liegt an der alten Landstraße, die die Städte Hohenstein i. Ostpr. (polnisch Olsztynek) und Mohrungen (Morąg) miteinander verband und heute als Nebenstraße von Olsztynek nach Podlejki (Podleiken) führt. Eine Anbindung an den Bahnverkehr besteht nicht.